# ヨハン・シュトラウス2世
ヨハン・シュトラウス2世（ドイツ語: Johann Strauss II. (Sohn), 1825年10月25日 - 1899年6月3日）は、オーストリアのウィーンを中心に活躍した作曲家・指揮者。
ヨハン・シュトラウス1世の長男。弟にヨーゼフ・シュトラウスとエドゥアルト・シュトラウス1世が、甥にヨハン・シュトラウス3世がいる。（シュトラウス家も参照）

## 概要
生涯のほとんどをウィンナ・ワルツ、ポルカなどの作曲に捧げ、『美しく青きドナウ』、『ウィーンの森の物語』、『皇帝円舞曲』などのよく知られたワルツを数多く生み出した。オーストリアのみならずヨーロッパ中で絶大な支持を獲得し、「ワルツ王」、「ウィーンの太陽」、当時のオーストリア皇帝フランツ・ヨーゼフ1世と対比する形で「ウィーンのもう一人の皇帝」などと呼ばれた。のちにオペレッタの分野にも進出して、オペレッタの最高傑作といわれる『こうもり』などを生み出し、「オペレッタ王」とも呼ばれるようになった。
毎年元日に行われる「ウィーン・フィルのニューイヤーコンサート」では、彼を中心とするシュトラウス・ファミリーの作品をメインにプログラムが組まれる。

### 幼少期

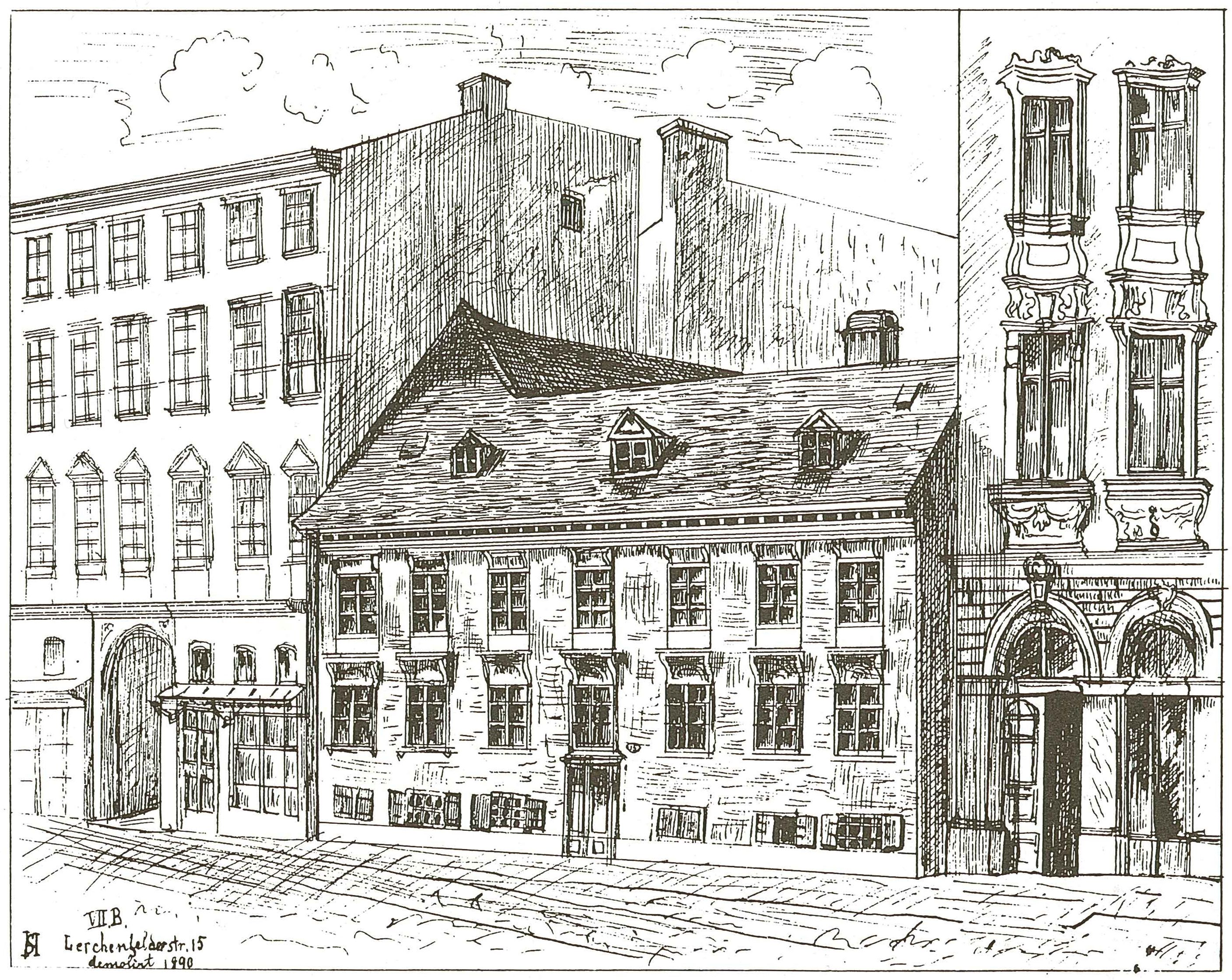
1890年に取り壊されたヨハン2世の生家。Ludwig Wegmannによるインク絵。

1825年10月25日、ウィーンの数キロ南に位置するザンクト・ウルリッヒ地区の、ロフラノ通り76番地で誕生した。シュトラウス家は遠くユダヤ系ハンガリー人の血を引いていることは間違いないと思われるが、このことがヨハン2世の生前に何らかの形で言及された記録は残っていない。後年、彼はハンガリーに題材をとった作品を多く残しているが、そのことと自らの家系を結び付けた発言も特にない。また、数世代も前の改宗まで遡って身元調査的にユダヤ人呼ばわりする差別が行われ始めたのはナチスからであるが、ヒトラーが大のシュトラウスファンであったため、やはりシュトラウス家の遠祖に関して調査されることはなかった。したがって、資料的にシュトラス家とユダヤ教徒を結びつける確定的データは発掘されていない。なお、シュトラウスという姓自体がユダヤ固有というのは誤りであり、南ドイツ地方ではごくありふれた名前である。
父は音楽家ヨハン・シュトラウス1世、母は居酒屋の娘マリア・アンナ・シュトレイムである。できちゃった結婚であり、母がヨハンを身ごもったと発覚したことが両親の結婚のきっかけとなった。
ヨハンとその弟たちは幼い頃、母アンナから次のような話を言い聞かされて育ったという。アンナの祖父はスペイン王国のさる大公だったが、刃傷沙汰を起こしたためウィーンに逃れてきた、と。それは明らかな作り話であるが、シュトラウス家は蔑視されていたユダヤ人の子孫であったため、アンナは子供たちに劣等感を持たずに成長してほしいと願い、母方にはスペインの高貴な血が流れているのだという作り話をしたのだろう、と小宮正安は推測している。
ヨハンは生前、自分の少年時代について何も語ろうとしなかった。親友がその話題に触れたとき、当惑した表情で「それは、つらい思い出だ。」と呟いたという。父ヨハンは厳格な人間であった。父ヨハンは自身の率いる「シュトラウス楽団」において、賃金、練習時間、演奏活動など、あらゆることを思いどおりにしており、逆らう者は即刻解雇にした。父のその厳しさは家庭でも変わらず、自分に逆らえば、たとえ妻子であろうとも、容赦なく、罵詈雑言を浴びせ、暴力をふるった。その多忙さから父は、自宅には寝に帰るか、仕事を片付けに立ち寄るだけであった。

### 音楽への関心

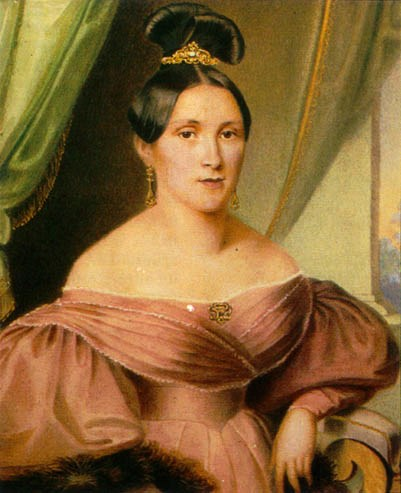
母マリア・アンナ。ヨハンの音楽家の夢を応援した。

自分の誕生時にはすでにウィンナ・ワルツの作曲家として著名だった父ヨハンに影響を受けて、ヨハンは音楽家に憧れるようになった。しかし父のほうは、音楽家が浮き草稼業であることを知っていたので、息子たちを音楽家にだけは死去するまで絶対にさせるつもりはなかった。息子たちが楽器に触れることを固く禁じたが、市民の教養として日常的に行われていたピアノの練習だけは例外的に認められていた。シュトラウス家には父ヨハンのリハーサル場があり、そこからは演奏の音がよく漏れていた。ヨハンは弟ヨーゼフとともにそれを注意深く聴きとって、連弾して遊んでいた。父は息子たちのピアノに全く関心がなかったが、あるとき楽譜出版業者のハスリンガーからこのことを伝えられて驚いた。そして部屋に呼び入れられたヨハンとヨーゼフは、父の前でいつものように連弾した。父は満足げに「お前たち、誰にもひけをとらないぞ」と語り、ふたりはそれぞれフード付きの上等なマントを褒美に与えられた。
幼少期のヨハンは、サルマンスドルフという村にある母方の祖父母の家でよく夏を過ごしていた。1830年、6歳の時に祖父の家の小さな卓上ピアノで、36小節のみからなるワルツを作曲し、アンナがそれを譜面に写し『最初の着想』と名付けた。また、5分で曲を作ってヨーゼフに歌わせたこともある、とのちに本人が証言している。
音楽家に憧れるヨハンにしてみれば、父から許されたピアノを弾くだけでは到底満足がいかなかった。父のようにヴァイオリンを弾きたかったため、わずか8歳の時に、同じアパートに住む14歳の少女と近所の裁縫師の息子をピアノの弟子とし、授業料を取るようになった。こうして自ら貯めた金銭をもとにヴァイオリンを買ったヨハンは、鏡の前に立って父親をまねてヴァイオリンの練習をするのを日課とした。ところがある日、この練習が父ヨハンに見つかってしまう。父は激怒し、ヨハンが手に持っていたヴァイオリンを奪って叩き壊してしまった。
やがて父ヨハンは、エミーリエ・トランプッシュという若い愛人をつくって彼女のもとに入り浸るようになる。父はアンナのもとにはろくに生活費を送らず、愛人に貢ぐようになった。父がヨハンの音楽への興味関心をへし折ろうとしていたのとは逆に、母アンナは息子を応援した。夫が息子のヴァイオリンを壊した先述の出来事の後、アンナはすぐさま新たなヴァイオリンを息子に買い与えた。アンナの胸中には、息子を夫以上の音楽家に育てて、愛人のもとに入り浸って家庭を顧みようとしない夫に復讐してやろうという思いがあったのである。
ヨハンは技師学校での勉強をやめ、ひそかにシュトラウス楽団の第一奏者フランツ・アモンからヴァイオリンを学んだが、これを知った父ヨハンは彼をすぐさま解雇した。その後ヨハンは商学部に入学して簿記などを学んだが、1842年にこれを退学して音楽に専念することにした。今度は教会のオルガン奏者ヨーゼフ・ドレクスラーに師事し、ドレクスラーのもとで和声を中心とする楽典を叩きこまれた。ほぼ独学で音楽を学んだ父ヨハンとは対照的に、ヨハン2世は正統的な学習によって音楽の基礎を築こうとしたのである。

### 音楽家デビュー

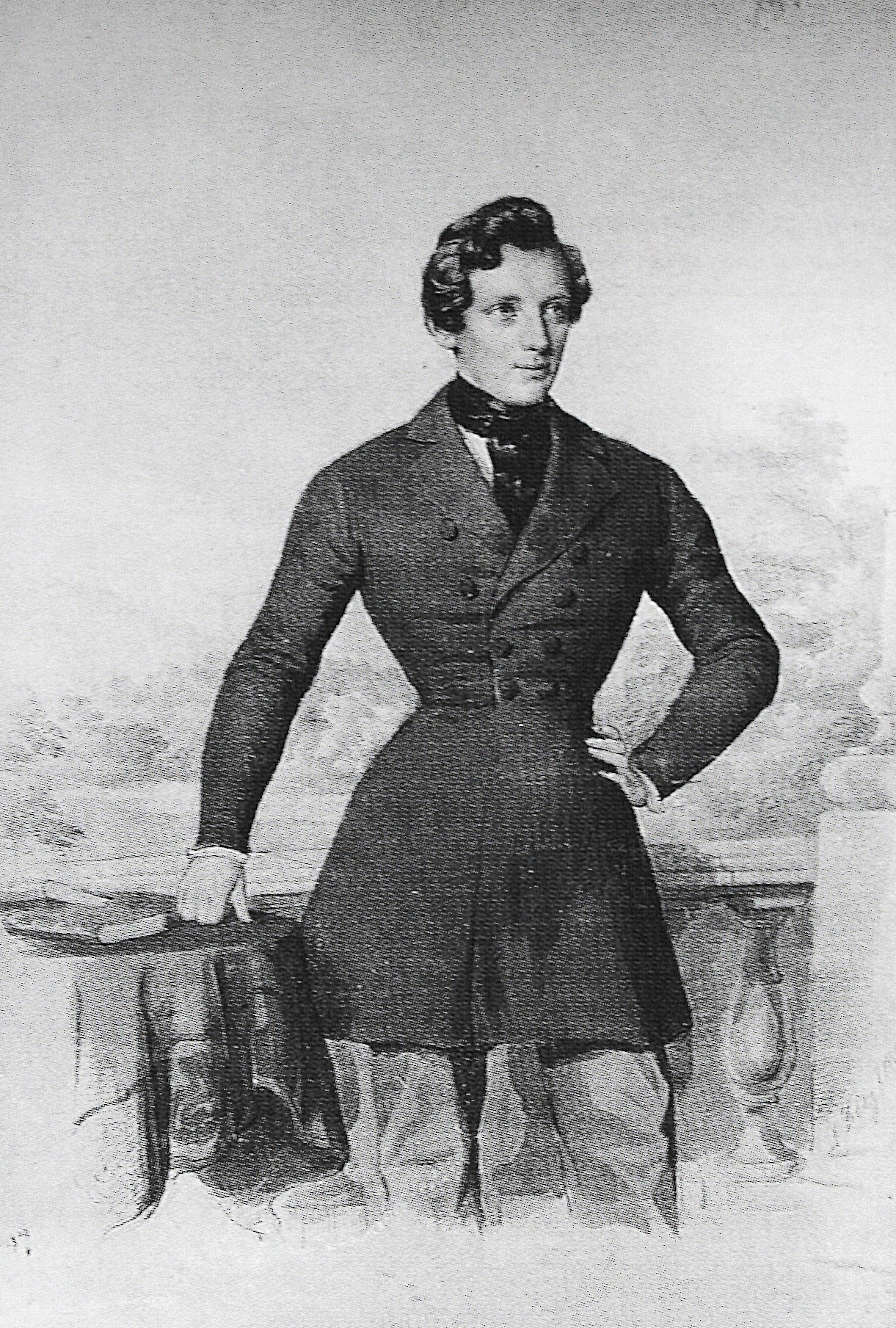
当時18歳、デビューしたてのヨハン・シュトラウス2世

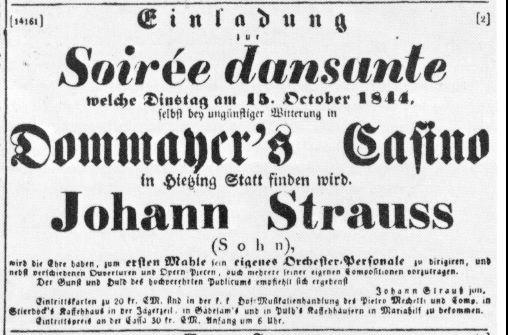
ヨハン2世のデビューの新聞告知。「ダンスの夕べ（ソワレ・ダンサント）」と広告されたが、当日は事実上のコンサートとなった

1844年、ヨハン2世は修行を終え、デビューコンサートに向けて準備を開始した。ライバルだったヨーゼフ・ランナーが1843年に世を去った後、父ヨハンはウィーンのダンス音楽の覇権を掌握していた。そんな状況において、自身と同名の息子が挑戦してきたことに父は強い危機感を覚えた。息子のデビューを妨害すべく、父はウィーン中の名だたる飲食店に圧力をかけ、配下の楽団員には息子に味方することを禁じ、さらには新聞記者を買収して息子の中傷記事を書かせようとすらした。これらの父の動きに対し、ヨハンも負けじと対抗した。まだ父の息のかかっていない新しい飲食店に徹底的にアピールし、そして埋もれた有能な若手を中心とした音楽家の発掘に努め、さらに提灯記事を書いてくれる新聞社とも契約を結んだ。
当時の法律により、音楽家になるには20歳以上でなければならなかったが、当時ヨハンはまだ18歳であった。そこでヨハンは役所に行き、「父親が家庭を顧みないために生活が苦しく、私ひとりで母や弟の面倒を見なければならないのです」と涙ながらに訴えた。有名人の息子の願い出に対し、ついには頑固な役人も首を縦に振った。おまけに、家族を助ける青年音楽家という美談がウィーンに広まり、ヨハン2世の印象を良いものにしてくれた。
デビューコンサートは10月15日、シェーンブルン宮殿近くのカジノ・ドームマイヤーに決まった。発掘してきた音楽家で独自の楽団を作ったヨハンは、定刻の午後6時に登場し、父と同じスタイルの「ヴァイオリンを演奏しながら華麗に指揮をする」というやり方で、指揮者としてデビューした。この日のために、デビューを意識した題名の新曲が作られ、演奏された。以下はデビューコンサートで演奏されたヨハン2世の楽曲である。
- ワルツ『記念の詩』（op.1）
- 『デビュー・カドリーユ』（op.2）
- ポルカ『心ゆくまで』（op.3）
- ワルツ『どうぞごひいきに』（op.4）

ヨハン2世はこのデビューコンサートによって、指揮者・ヴァイオリン奏者・作曲家としての才能を自らが備えているということを公衆の前で証明してみせた。10月19日付の『Der Wanderer』誌上でフランツ・ヴィーストは、「おやすみランナー、こんばんはシュトラウス1世、おはようシュトラウス2世！」という有名な言葉を残した。演奏会は大成功であったが、宣伝のチラシには大きく「ヨハン・シュトラウス」と印字されていたし、デビューコンサートを締めくくったのは父の代表作『ローレライ＝ラインの調べ』であった。宮廷舞踏会音楽監督にまでなっていた父ヨハンの人気を無視することは不可能だったのである。
ともかく、こうして父とはライバル作曲家となり、互いに競争を余儀なくされることになった。第二の「ワルツ合戦」が幕を開けたこの年、母アンナは夫に離縁状を叩きつけ、離婚が正式に成立した。1846年から1847年の間に、シュトラウス親子は同じオペラに基づく楽曲3つをそれぞれ作曲した。これらはいずれもカドリーユであることから、「カドリーユ対決」と呼ばれる。しかしやがて親子は和解し、音楽上の協力までするようになったという。

### 1848年革命への加担
ヨハン2世が東欧への演奏旅行に行っていた際、1848年革命が起こる。これに際してヨハン2世は、ただちに祖国に戻ってオーストリア南部のシュタイアーマルクからウィーンの革命のなりゆきを傍観した。そして市民側が優勢と判断し、革命支持者を名乗ってウィーンへ戻った。そして、『革命行進曲』、『学生行進曲』、『自由の歌』などを作曲し、学生を中心とする若い革命参加者の先頭に立った。挙句の果てには、当時オーストリアでは禁制だったフランスの革命歌『ラ・マルセイエーズ』を演奏してみせた。このような反政府的活動によって、当時の宮廷からは嫌われることになった。
やがてヨハン2世は革命運動に嫌気がさしてきて、革命が鎮圧されるとヨハン2世はバリケードを片付け、元の生活に戻ろうとした。皇帝がフェルディナント1世からフランツ・ヨーゼフ1世に代わると、ヨハン2世は一転し『皇帝フランツ＝ヨーゼフ行進曲』を作曲するも、皇帝からは何の反応もなかった。ヨハン2世は、ラ・マルセイエーズを演奏したことから、要注意人物として警察に監視されるようになってしまった。警察への出頭を命じられ、この時の様子を激しく細かく尋問された。ここでヨハン2世は、確固とした思想によるものではなく、単なる出来心にすぎない、と繰り返し供述した。最後には「もう二度と、このような馬鹿なまねはいたしません。ですから、どうかお許しを」と深く後悔した様子で警察官に誓ったという。

### 父ヨハンの死、弟たちのデビュー

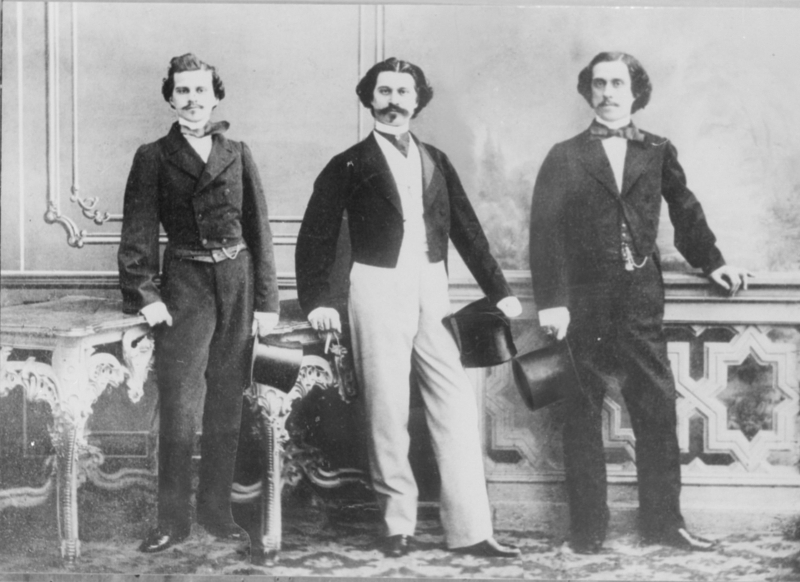
シュトラウス三兄弟のモンタージュ写真。左から順に末弟エドゥアルト、ヨハン2世、長弟ヨーゼフ

1849年、父ヨハン1世が死去する。父の葬儀を済ませた後、ヨハンはシュトラウス楽団を自分の楽団に吸収した。それまで親子に分散されていた仕事が、父の死によってヨハンのもとに集中するようになった。この時期のヨハンは非常に忙しく、一晩に舞踏場やレストランを5軒以上も演奏に回ったとされ、馬車の中で作られたワルツもあるとさえ伝えられる。5か所以上の演奏場に自身の名を冠したオーケストラを置いたため、シュトラウス楽団は一時期200人を超える大所帯だったという。なお、ヨハン1世が務めていた宮廷舞踏会音楽監督の役職は、宮廷に嫌われてしまっていたヨハン2世が引き継ぐことは叶わず、フィリップ・ファールバッハ1世に奪われてしまった。
1851年秋、フランツ・ヨーゼフ1世の命名日を祝う式典に便乗して、カドリーユ『万歳!』を作曲し、皇帝に献呈した。それが功を奏したのか、1852年の謝肉祭において、ヨハンは宮廷のダンスの指揮をやっと許された。1853年に皇帝襲撃事件に際しては『皇帝フランツ・ヨーゼフ1世救命祝賀行進曲』を作曲し、皇帝の婚礼に際しては『ミルテの花冠』を作曲するなど、ハプスブルク家との結びつきを次第に強めていった。こうしてヨハンは宮廷での仕事も持つようになった。（ただし宮廷舞踏会音楽監督には1863年まで就任させてもらえなかった）
この頃のヨハンは、あまりの忙しさのために、しばしば再起不能かと思われるほどの重病に倒れた。1850年には過労によって危篤状態にまで陥った。そこで母アンナは1853年、次男ヨーゼフに兄の代役として指揮者を務めさせることを思いつき、ヨハンもこれに同調した。さらにアンナとヨハンは、末弟エドゥアルトをも音楽家の道に引きずり込んだ。結果的にはヨハンが倒れたことが、弟たちに音楽家人生を歩ませるきっかけとなったのである。
法律家協会、医師会、技術家協会、芸術家協会などの団体が公開舞踏会を催す際には、きまってヨハンのもとに新曲の依頼が飛び込んできた。兄弟で仕事を分担するようになってもヨハンの生活は相変わらず多忙をきわめ、「いつも夜会服を着て暮らす男」と呼ばれることもあった。

### ロシア・パヴロフスク公演

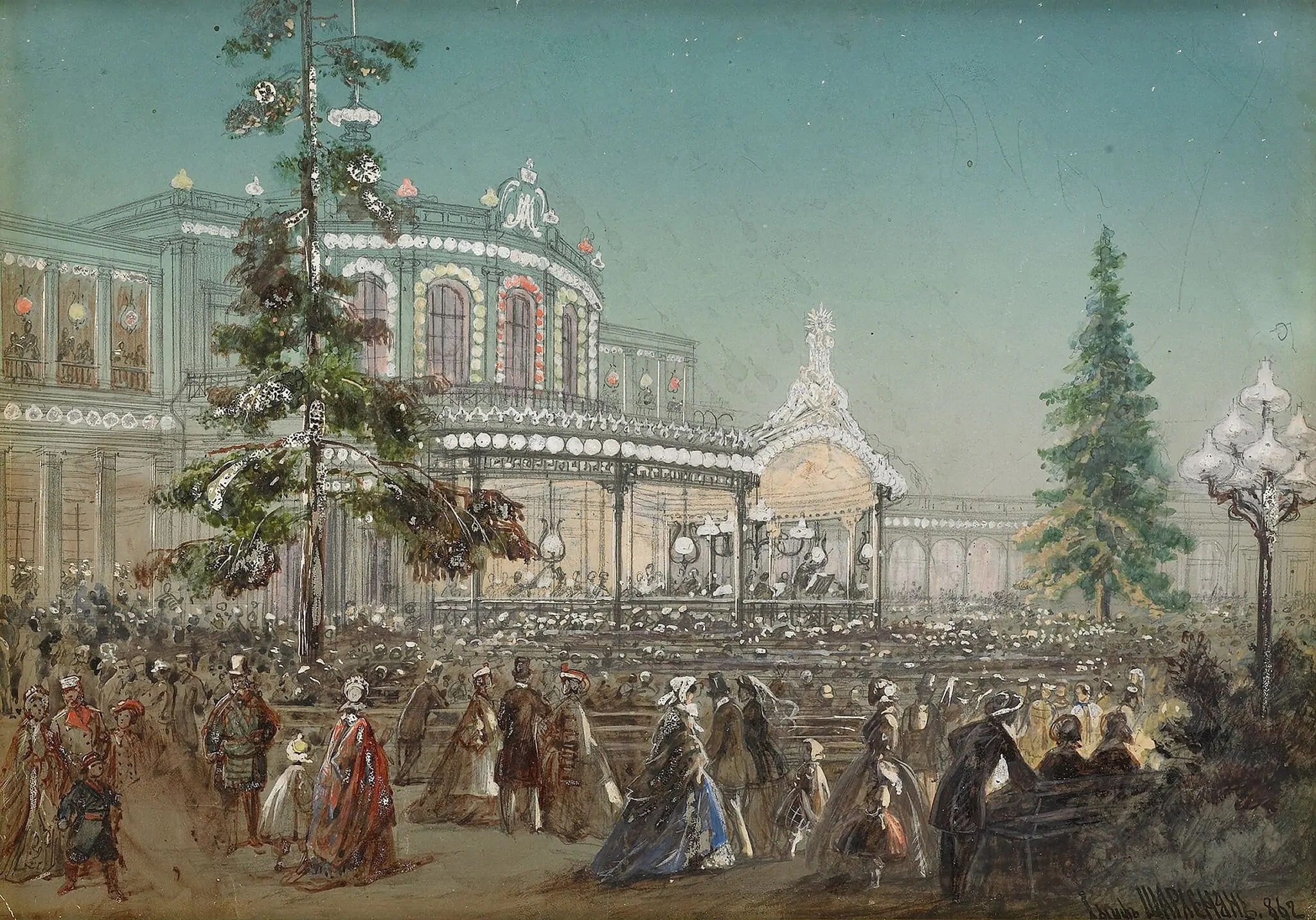
パヴロフスク駅舎での演奏会の様子

父と同じく、ヨハンの音楽活動はオーストリア国内には留まらなかった。特にこの時代、もはやウィーンは「ワルツ・ビジネス」の市場として狭いものになっていた。そこでヨハンは、1856年にロシアの鉄道会社と契約を結び、夏のシーズンにはパヴロフスクの駅舎で演奏会を指揮するようになった。
パヴロフスクでの宿泊費は鉄道会社が負担し、報酬は1万8000銀ルーブル（当時のオーストリア通貨で3万6000グルテン）と規定された。ウィーンでは、宮廷舞踏会での指揮が9グルテン、楽譜の印税がワルツ1曲につき250グルテンであり、ロシアで支払われる報酬は破格の金額であった。ウィーンでは楽団員への給与支払いに困り、楽譜出版業者ハスリンガーの前払いによって急場をしのぐことがあったが、ロシアで仕事を持った後はそのようなことはなくなった。1857年の夏、ヨハンはハスリンガーに宛てて次の手紙を書いている。
ウィーン宮廷とは対照的に、ヨハンはロシア宮廷の寵児となった。パヴロフスクの演奏会には皇帝アレクサンドル2世一家も姿を見せ、チェロの名手であった皇帝の弟コンスタンチン・ニコラエヴィチ大公は、ヨハンのオーケストラに加わって演奏することもあったという。ヨハンはしばしばツァールスコエ・セローやパヴロフスク宮殿に招かれてロシア皇室の歓待を受け、戴冠式やその祝賀行事にも招待された。
契約金はその後さらに引き上げられ、1859年には2万銀ルーブルに、1865年には4万銀ルーブルになった。パヴロフスクでの演奏は、シュトラウス家に莫大な富をもたらした。このコンサートは、1856年から1865年までの10年間にわたって続けられた。すなわち、ヨハンは1年のうちのほぼ半分をパヴロフスクでの作曲・指揮に費やすという生活を毎年10年にわたって続けたのである。この10年間の後も、ヨハンは1869年と1886年の2回パヴロフスクでのコンサートを引き受けている。

### オペレッタへの進出

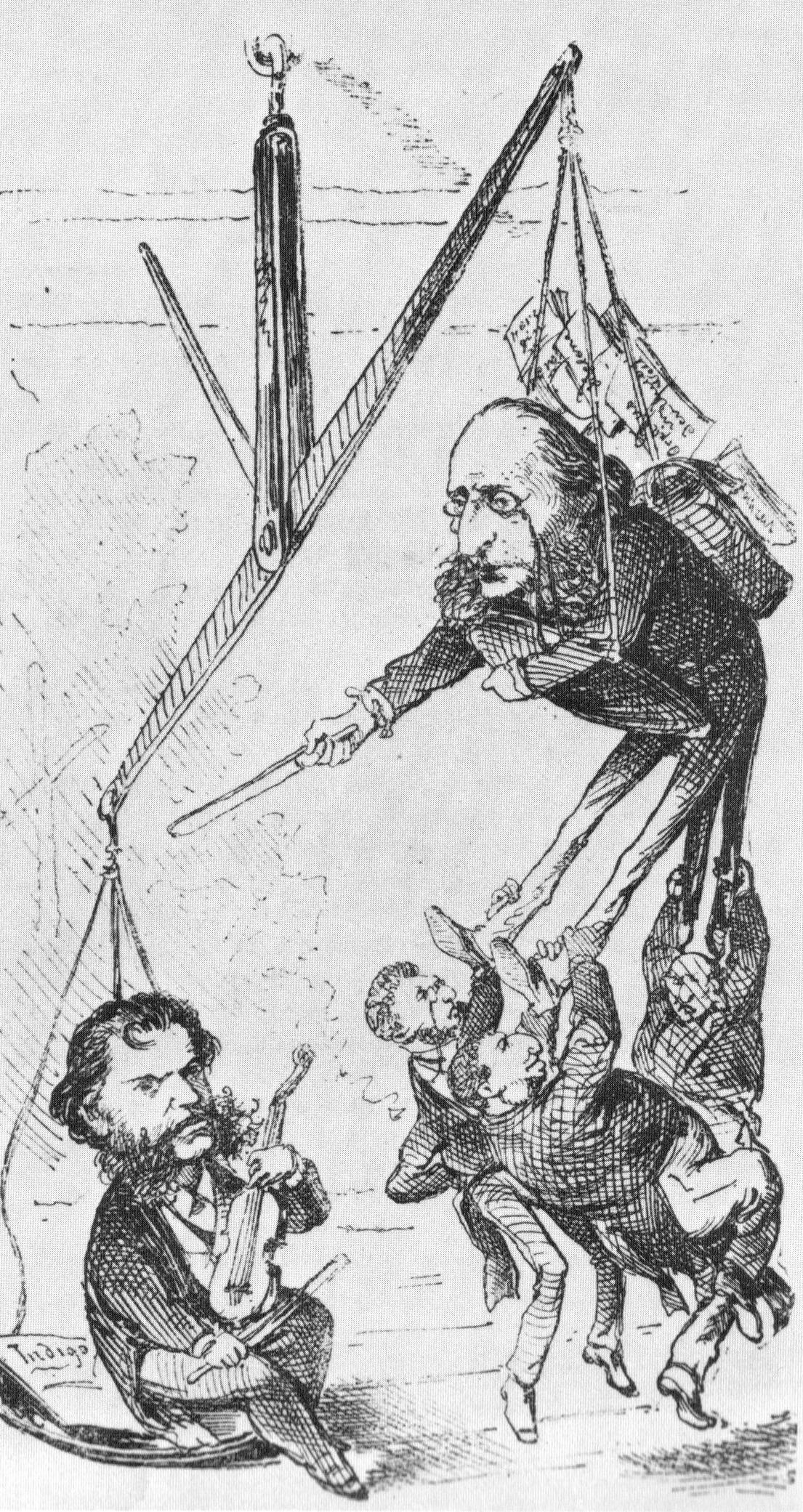
シュトラウスとオッフェンバックの風刺画。「1作目のオペレッタで、シュトラウスはすでにオッフェンバックを凌いでしまった」

1870年はヨハンの身内が次々と世を去った不幸な年だった。母アンナ、弟ヨーゼフ、さらには叔母が息を引き取り、死に対して病的な恐怖心を抱いていたとされるヨハンは精神的にすっかり参ってしまった。作曲意欲を失ったヨハンに対して妻ヘンリエッテや周囲の人間は、オペレッタの作曲を熱烈に勧めた。かつてオッフェンバックに「君もオペレッタを書いてみたらどうだい」と勧められていた影響もあって、ヨハンはオペレッタへの道を進むことを決意した。
苦労して手に入れた宮廷舞踏会音楽監督の地位を1871年1月に末弟エドゥアルトに譲って、最初のオペレッタ『インディゴと40人の盗賊』のために集中した。台本の評価はあまり良くないが、ヨハンの音楽と舞台の華やかさ、晴れやかな踊りのおかげで成功を収めた。オペレッタに進出した1871年以降、ヨハンは新しいダンス音楽をほとんど書かなくなった。これ以降ヨハンはオペレッタに活動の場を移し、またエドゥアルトはシュトラウス楽団の頂点に君臨することとなった。
最初のうちはオッフェンバックに大きく後れをとっていたが、やがてヨハンはオッフェンバックをはるかに凌駕するオペレッタ作曲家となった。今日ではヨハンの『こうもり』と『ジプシー男爵』がオペレッタの王座を獲得し、その上演回数はオッフェンバックの『天国と地獄』とは比較にならないほど多い。ヨハンは台本選びが苦手だったといわれ、彼のオペレッタの大部分は今日では忘れ去られているが、他に『ジプシー男爵』『ヴェネチアの一夜』、既成曲を繋いだ『ウィーン気質』が今日でもしばしば上演されている。

### アメリカ公演

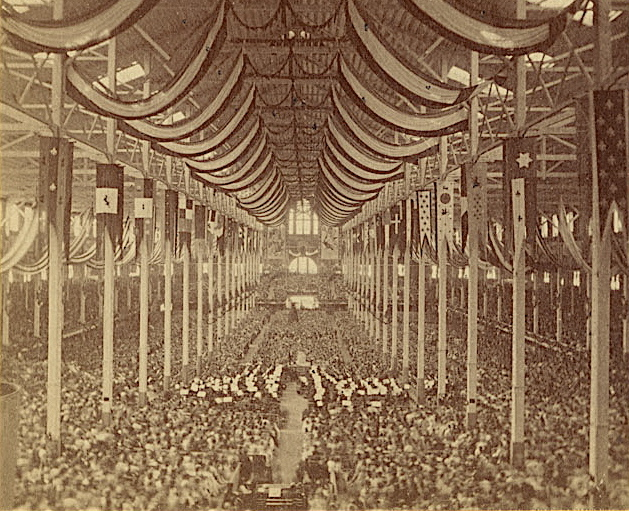
ボストン世界平和記念祭。

1872年6月17日、アメリカのボストンで、アメリカ独立100周年の祝典をかねた世界平和記念祭および国際音楽祭が開催されることとなった。この指揮者として招かれたのが、当時トップクラスの人気を誇る音楽家だったヨハンである。報酬は当時としては破格の10万ドルとされた。
旅行嫌いだったヨハンは、大西洋を越える長い船旅に恐怖心を抱いており、あまり乗り気ではなかった。妻ヘンリエッテの説得によってアメリカ訪問を決意したが、この際ヨハンは船旅にあたって遺言書を作成したという。
このボストン世界平和記念祭は、聴衆10万人という当時としては空前の規模の演奏会であった（ウィーンでは5000人ですら「モンスター・イベント」だった）。『美しく青きドナウ』の指揮の際、2万人の演奏者と歌手に正しいテンポを与えるため、100人の副指揮者が補助として配置された。以下に、ボストン世界平和記念祭についてのヨハンの弁を記す。
ボストンで十数回のコンサートと舞踏会を指揮した後、ヨハンはさらにニューヨークでのコンサートに臨み、いずれも大成功で熱狂的な歓迎を受けた。なお、この成功にもかかわらず、ヨハンはアメリカの「馬鹿げた音楽の聴衆」を軽蔑したといわれる。

### 音楽家生活50周年

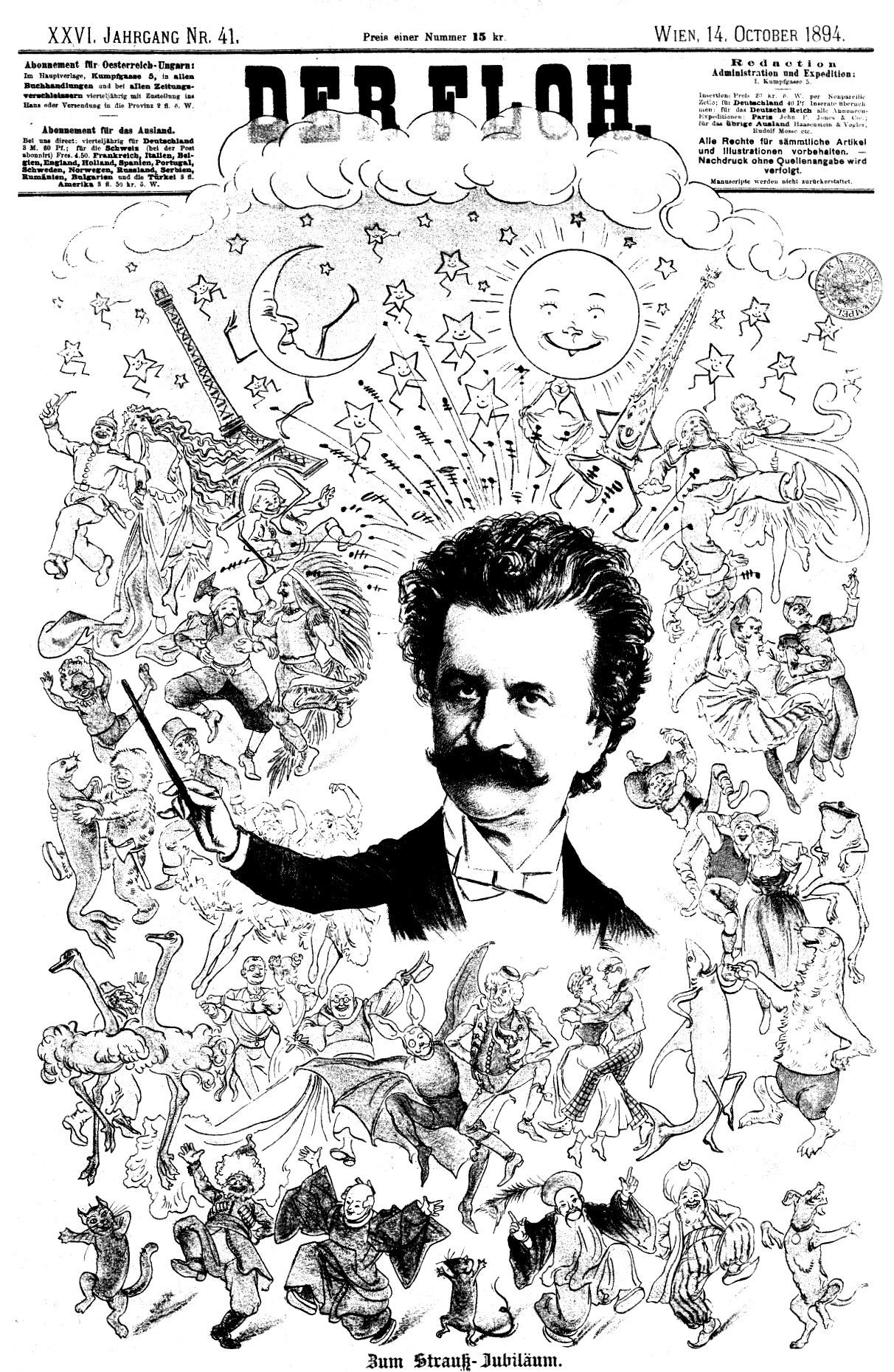
ヨハン2世の音楽家生活50周年を祝う紙面（1894年）

1844年のデビューから50年後の1894年、10月15日前後にヨハンの音楽家生活50周年のための一連の祝賀行事が盛大に催された。12日、アン・デア・ウィーン劇場において「祝賀オペレッタ」としてヨハンによる14作目のオペレッタ『りんご祭り』が初演されたのが、祝賀行事の皮切りだった。
翌13日にはヨハンのワルツ音楽を繋いで作られたバレエ『ウィーン巡り』がウィーン宮廷歌劇場で初演され、14日にはウィーン楽友協会で「作曲家ヨハン・シュトラウスの50周年祝賀演奏会」が開かれた。同日夕方5時半からは、弟エドゥアルト率いるシュトラウス楽団により、「作曲家ヨハン・シュトラウスの50周年を祝う祝賀演奏会」が開催された。15日の夜10時からは、リングシュトラーセ沿いのグランド・ホテルで華々しい晩餐会が開かれた。そして、28日に『こうもり』をウィーン宮廷歌劇場で上演してすべての祝賀行事が締めくくられた。これらの祝賀諸行事は「シュトラウス祝賀委員会」が取り仕切り、ヨハンはすべての行事に出席した。
この他にも、「シュトラウス祝賀委員会」とは関係のない祝賀行事が、ウィーンの街の至るところで開かれ、16日付の『Fremden-Blatt紙』は「ウィーン音楽が演奏される酒場において、祝われるべき人に思いをはせなかったところはひとつもない」と評した。フォルクスガルテン、クアサロン、造園協会、ゾフィーエンザール、ホプフナー（旧ドームマイヤー）、プラーターの第2コーヒーハウスなど、ウィーンの名だたる娯楽場で、シュトラウスを祝賀する演奏が催され、ウィーンの新聞各紙は文芸欄でこぞってヨハンの功績を褒め称えた。祝賀のためのオペレッタ『ウィーン巡り』に足を運んだヨハン2世は、「充分すぎるよ。私はこれに見合うことはしていない。充分すぎないかい？」という言葉を残したという。この数年前には皇帝フランツ・ヨーゼフ1世以上の票を得て「世界三大有名人」の一人に選ばれるなど、ヨハンの人気は絶頂にあった。

### 最期

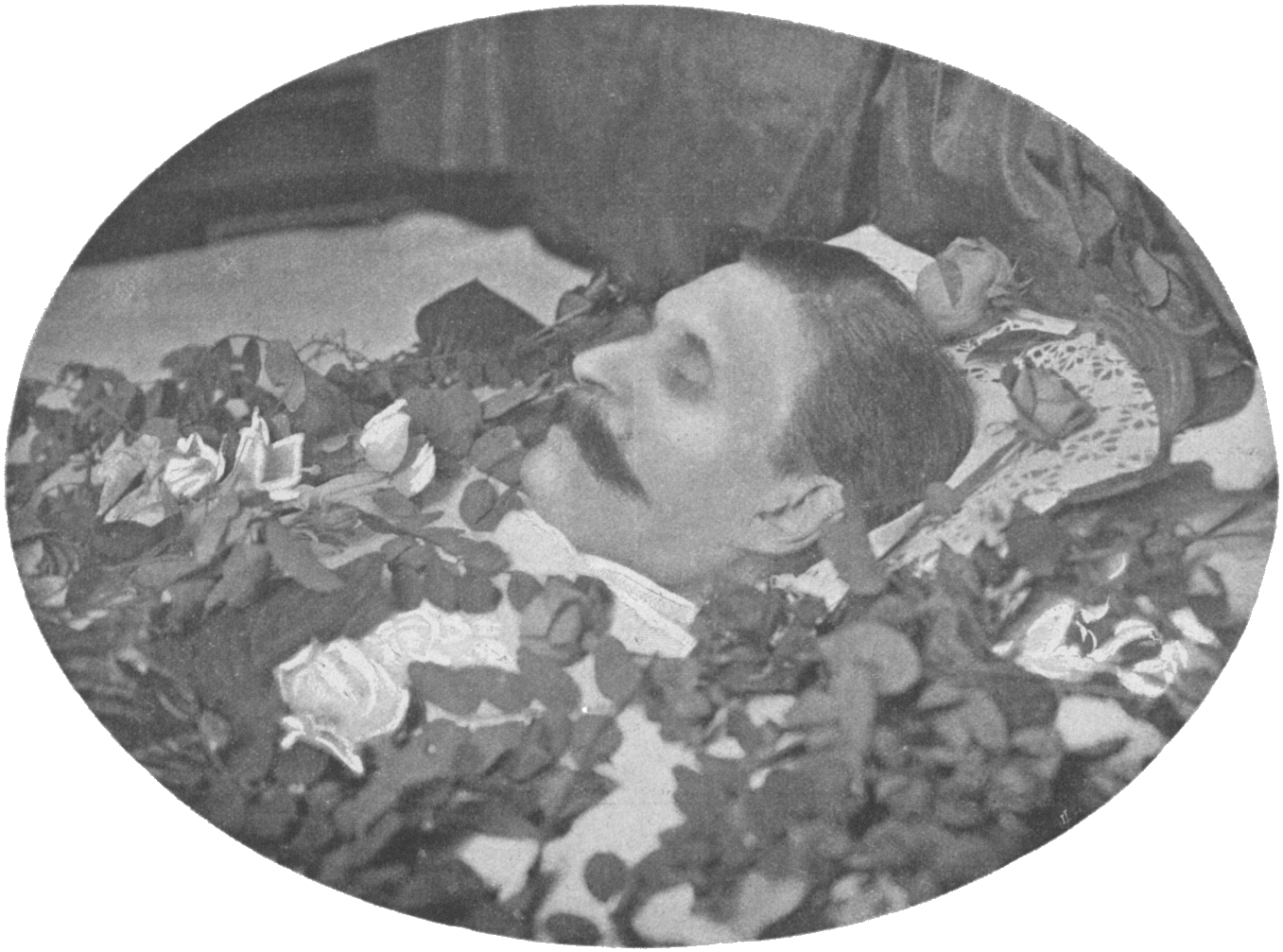
横たえられたヨハン2世の遺体

「我等ひとつのドイツ」をテーマに掲げたドイツ射撃連盟のイベントに寄せられた行進曲『狙って!』があるように、国籍を移した晩年は大ドイツ主義的な立場への傾斜が窺われる。もっともこれらは、長らくドイツ諸国の盟主でありながら統一ドイツから除外されてしまったオーストリア国民の気分を反映したものといえ、オーストリア人とプロイセン人の組み合わせによる3組のカップルが誕生して終わる喜歌劇『ウィーン気質』のストーリーにも濃厚に窺える。
歳を取ってもヨハンは、黒々とした髪、ゆたかな髭、若々しい肌、伸びた背筋を保っていた。そのためヨハンはしばしば「永遠の若者」と呼ばれたが、髪の黒さは染め粉、髭はポマード、肌は紅、背筋は燕尾服の下のコルセットのおかげであった。人々の前では元気にふるまいながらも、家に帰れば疲れ果てた様子でソファーに倒れこむような状態だった。老いは確実にヨハンの体を蝕んでいたのである。ヨハン自身も死がそう遠くないことを悟っていたようで、作品番号の付けられた最後の作品『ライムント時代の調べ』は、まるで生涯を回想するかのような作品となっている。
グスタフ・マーラーから、ウィーン宮廷歌劇場で上演するバレエ曲（『灰かぶり姫』というシンデレラ物語）を委嘱されたが、ヨハンの存命中には完成せず、未完のまま世を去ることになる。1899年の5月下旬、劇場で自作曲の指揮をしていたヨハンはひどい悪寒をおぼえ、数日後に無理を押してサイン会を開いた後、その晩から寝込んでしまった。何人かの医師が診察した結果、当時は命取りの病とされた肺炎であることが判明した。妻アデーレはヨハンに本当の病状を隠し、「神経痛ですから、しばらく我慢してね。すぐに良くなるわよ」と嘘をついた。書きかけのバレエがよほど気になっていたようで、作業を中断せざるをえない悔しさを幾度となく口にした。肺炎に侵された体をむりやり起こし、作曲の筆をとろうとした。高熱に襲われ、幻覚症状におちいったヨハンには、周囲の人形がバレリーナに見えたらしい。
6月3日、前の晩から付きっきりで看病していた妻アデーレから「あなた、お疲れでしょう。少しお休みになったら……」と言われたヨハンは、微笑んで「そうだね。どっちみちそうなるだろう……」と答えて目をつぶった。これがヨハンの最後の言葉だった。その日の午後4時15分、妻に看取られて死去した。享年75。マーラーが未完の作品を上演することはなかった。

### 死後
ヨハンが死去したという知らせを受けたウィーン市は、ただちにウィーン中央墓地の中に特別墓地を設けることを決定した。葬式には10万人の市民が参列したとされ、この際ヨハンの「新曲」がいくつも追悼として演奏された。未亡人となったヨハンの妻アデーレが、夫の未発表作品を世に送り出し、さらには遺された膨大なスケッチを集め、別の作曲家に依頼してそれらをたくみにつなげさせ、新作として発表したのである。死後数年を経てからも、ヨハンの「新曲」は次々と世に出された。その後ウィーンでは、『我らがワルツ王の思い出』『シュトラウスの家』などの歌が流行した。
ヨハンの死から5年後の1904年、シュトラウス記念像を建立しようとする動きが高まった。その名を知らぬ者はいないほどの有名人であったにもかかわらず、その銅像は一つもなかったのである。委員会が設置され、記念像建立のための募金が始められたが、その途上でサラエボ事件が起こり、活動も挫折を余儀なくされる。第一次世界大戦に敗北して共和制に移行したオーストリアについて、「ヨハン・シュトラウスとともに、ハプスブルク帝国も死んだ」といった評価がされることもある。
1921年、ついに黄金に輝くシュトラウス記念像が建立されたが、贅沢すぎるとの批判を受けて黒色に塗り替えられた。1991年にあらためて元の金色に塗り直されたヨハン・シュトラウス記念像は現在、ウィーンの代表的な観光名所のひとつとして親しまれている。

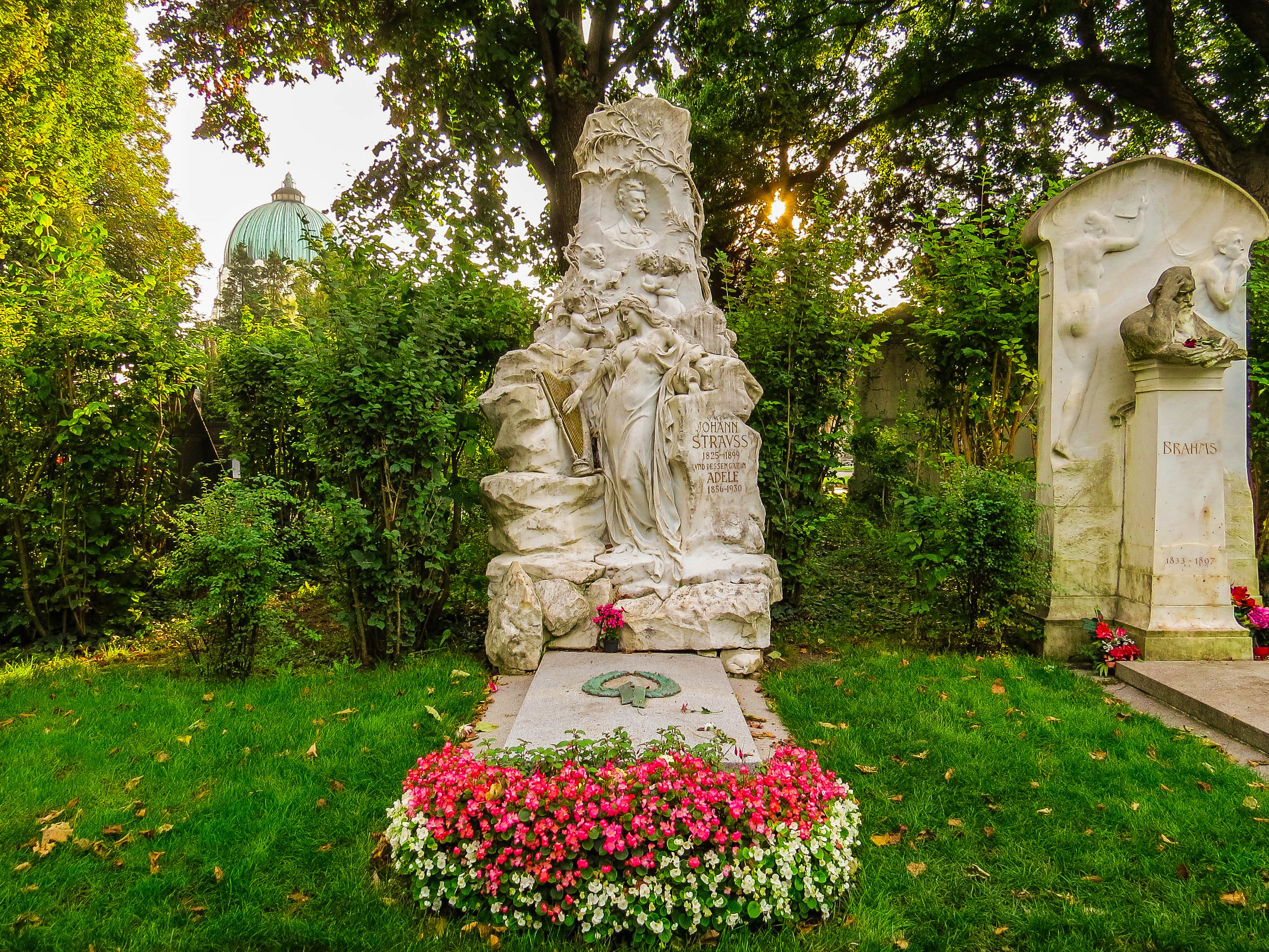
ウィーン中央墓地の墓碑。右はブラームスの墓
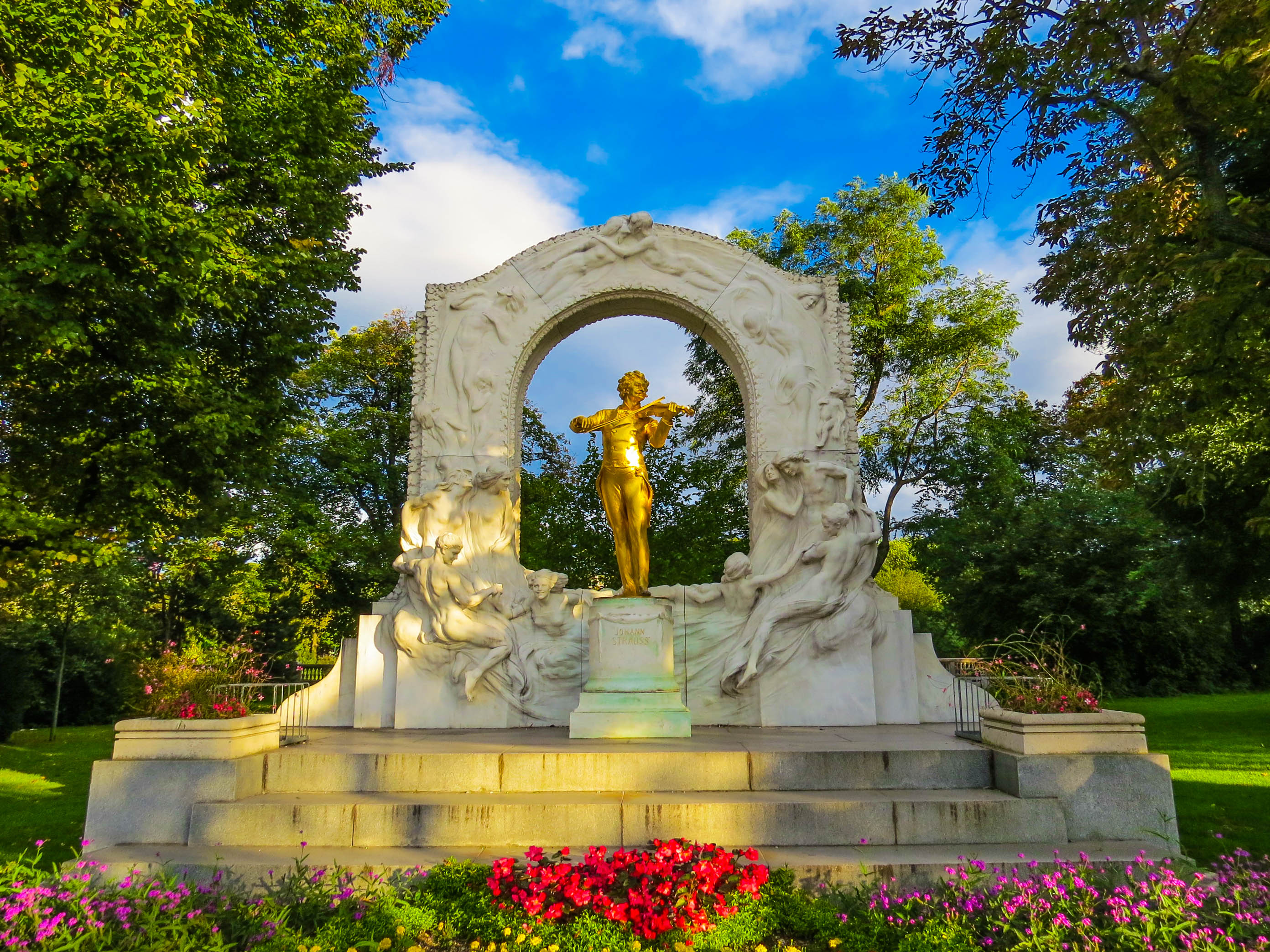
黄金のヨハン・シュトラウス記念像

## 女性関係

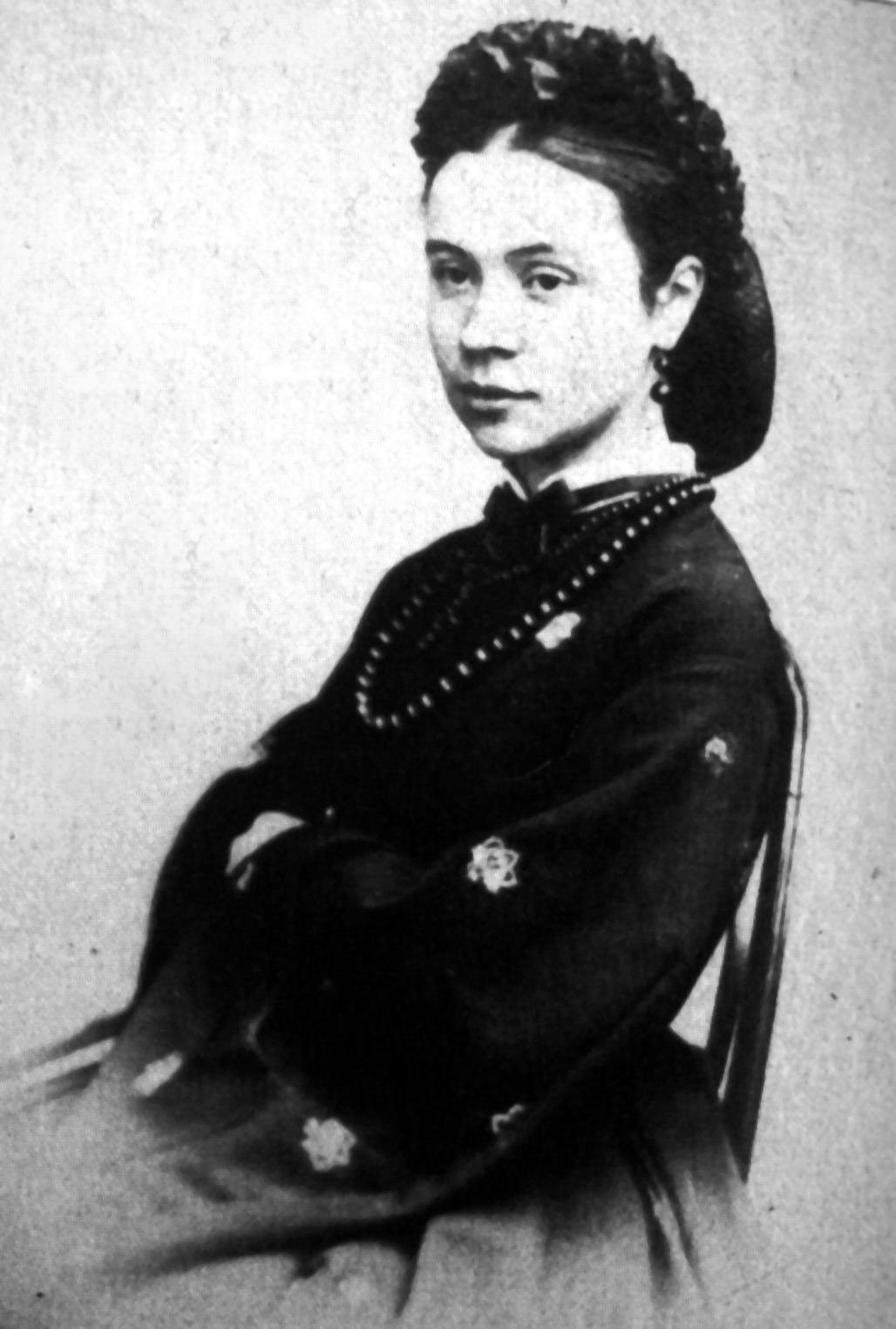
オルガ・スミルニツキー(1837-1920)

ヨハン・シュトラウス2世は、生涯に3度の結婚を経験している。3人の妻との間に子女はいない（3人目の妻・アデーレに前亡夫の娘がいたのみ）。ヨハンは生前さまざまな女性と浮き名を流しており、肉体関係を結んだ相手も数知れず、好色がたたって性病にかかったこともある。性病のために子供ができなかったという噂や、早世した弟ヨーゼフの未亡人カロリーネに手を出したとの噂もささやかれた。未亡人となった最後の妻アデーレはこのような噂を必死になって否定し、ヨハンの清潔さを喧伝した。
毎夏パヴロフスクへ演奏旅行していたヨハンは、30歳の頃にオルガ・スミルニツキーというロシア貴族の娘と知りあった。ふたりは結婚の約束まで交わしたが、彼女の両親の反対によって別れたという。アデーレはこの件に関して、亡夫の遺したオルガとの手紙を残らず世間に公表した。この清純な悲恋物語は、アデーレによってかなり誇張されて世に出回った。アデーレは、世間に知られたくない夫の側面を隠し通そうとしたのである。
オルガの他にも、シュトラウスの自宅付近に住んでいたエリーゼという女性との結婚を考えたこともある。エリーゼは母アンナが息子の花嫁候補と考えた女性であり、実現はしなかったがヨハンも彼女との結婚に乗り気で、『エリーゼ・ポルカ』（作品151）を作曲している。
以下、ヨハンの夫人となった女性を挙げる。括弧内は婚姻期間である。

### ヘンリエッテ (1862 - 1878)

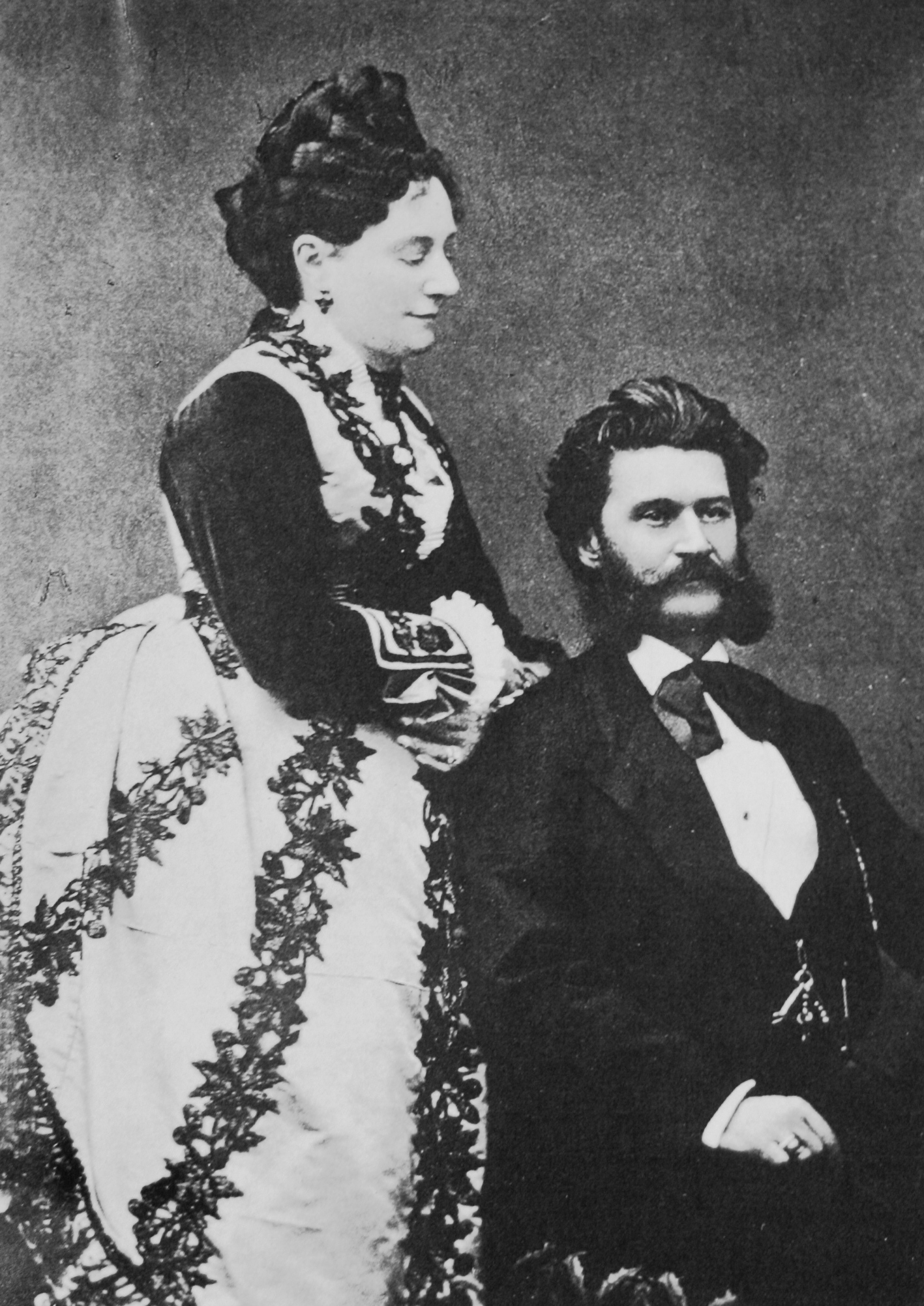
最初の妻ヘンリエッテ

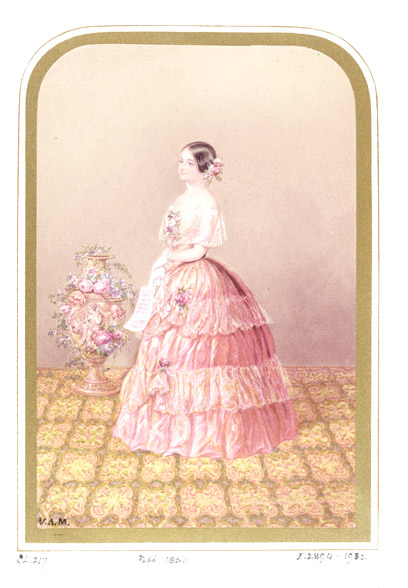
オペラ歌手時代のヘンリエッテ

ヨハンが最初に結婚したのは、銀行家のモーリッツ・フォン・トデスコ男爵の愛人で、すでに二人の子持ちで、しかもヨハンよりも11歳も年上の女性ヘンリエッテ・ハルベツキーだった。ヨハンは社交界の花形であり、彼の周囲にはいつも美しい女性が集まっており、彼がどんな女性と結婚するかはウィーンの街角を賑わせた話題だった。そのような状況で、ヨハンが選んだ相手にウィーンの人々は驚いた。特にウィーンの女性は、このニュースを聞いて呆然としたという。
ヘンリエッテはかつて「イエッティ」という芸名でオペラ歌手として舞台に立ち、名歌手のジェニー・リンドに匹敵する人気があったといわれる。ヨハンが彼女と初めて出会ったのは、トデスコ男爵家で催された舞踏会に指揮者として招かれた時のことである。この時ヨハンは男爵と同棲していたヘンリエッテに一目惚れし、しばしば男爵家の彼女のもとへ通うようになった。やがてヨハンとヘンリエッテが相思相愛の仲になったことを知ると、トデスコ男爵はふたりの結婚を快く認めた。
1862年4月にヨハンはパヴロフスクに赴いたが、現地でヨハンは病気を再発したとの報を受け、弟ヨーゼフが代役を果たすためにロシアに急行した。兄に会ったヨーゼフによると、ヨハンに病気らしい様子はみられず、ヨハンは4日後に突然ウィーンへの帰路についた。そしてウィーンに帰ってからのヨハンは、ヘンリエッテとの結婚のための諸々の準備をし始めた。ヨーゼフは自身の妻カロリーネに宛てた手紙で、「兄は医師や教授らすべての人をかついだのだ」と書いている。1862年8月末、聖シュテファン教会において彼女との結婚式が執り行われた。新郎ヨハンは36歳、新婦ヘンリエッテは47歳であった。
実家のすぐ近くに新居を構え、新婚生活を送るようになった。母アンナは息子の妻には家柄や身持ちのしっかりした女性をと望んでいたので、最初のうちはヘンリエッテを快く思っていなかったようである。しかし、ヨハンが国外に演奏旅行に出かけた留守中に一緒に暮らすようになってからは、アンナのヘンリエッテに対する気持ちも変わったといわれている。
ヘンリエッテにはかなりの財産があり、社交界でも花形的存在であったことから、ウィーンの上流社会に有力なコネを持っていた。結婚の2年後にヨハンは宮廷舞踏会の楽長に就任することができたが、これもヘンリエッテの影の力があったからだといわれる。ヨハンは妻のことを「僕の財布」と呼び、ヘンリエッテは夫のことを「私の坊や」と呼んだ。財政的にも豊かになったおかげで仕事を選べるようになり、ヨハンは指揮よりもむしろ作曲に力を注ぐようになった。また、ヘンリエッテは音楽家の妻として理想的な性格であったことから、ヨハンは彼女と結婚したことによって音楽家として大きく成長することができた。
1870年、母アンナと弟ヨーゼフが相次いで世を去り、ヨハンは大変なショックを受けた。宮廷舞踏会楽長などのすべての公的な仕事から手を引いたヨハンに、ヘンリエッテはオペレッタの作曲を勧めた。当初ヨハンは、「自分にはその才能がない」「歌詞のあるものに作曲するのは苦手だ」などといって断ったが、ヘンリエッテが熱心に勧めるのでオペレッタを手掛けるようになった。ヘンリエッテはヨハンの曲を歌ってみて、それにいろいろとアドバイスを与えて励ましたという。
ヘンリエッテが60歳を超えて急激に老け始めると、妻に対するヨハンの愛情は冷めていき、浮気を重ねた。
ヘンリエッテが死んだ際、死を病的なまでに怖がっていたヨハンは、葬儀の一切を末弟エドゥアルトに任せて、ウィーンから雲隠れしてしまったとされる。

### アンゲリカ (1878 - 1882)

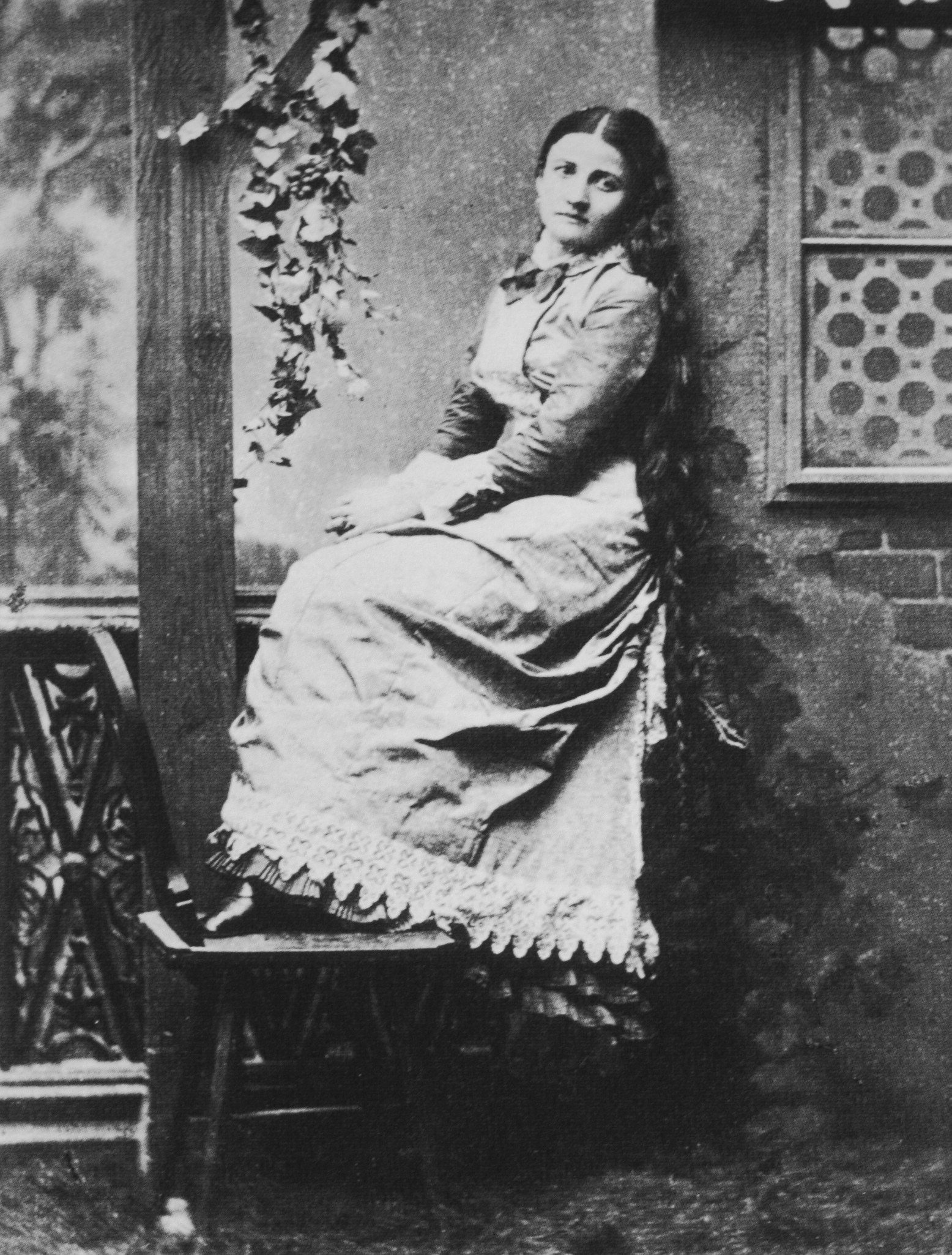
二番目の妻アンゲリカ

ヘンリエッテの死から半月も経たないうちに、20歳の歌手アンゲリカ・ディットリヒが、ヨハンの知人の指揮者の紹介でヨハンのもとにやってきた。ヨハンは27歳も年下のアンゲリカに一目惚れして夢中になって求婚し、ヘンリエッテの死のわずか2か月後に再婚した。ヨハンの作品400『キス・ワルツ』には、「愛する妻アンゲリカへ」という献辞が添えられており、ヨハンの熱の上げようが窺える。
肉体的にも精神的にも、この年の差夫婦が釣り合うはずがなかった。華やかな音楽家の生活に憧れてヨハンと結婚したアンゲリカは、すぐにヨハンとの結婚に失望した。ヨハンのことを「老いぼれ！」と罵り、平然と浮気をするようになった。アンゲリカは結婚5年目に、アン・デア・ウィーン劇場の若い監督シュタイナーと恋に落ち、ヨハンを捨てて彼のもとに走った。面目を失ったヨハンは、オーストリア国外に逃れようとすら考えたという。
なお、彼女はその後すぐに監督と破局し、ヨハンを裏切ったことを後年しきりに悔やんでいたと伝えられる。1926年、ヨハンの手紙をまとめて出版した。

### アデーレ (1887 - 1899 )

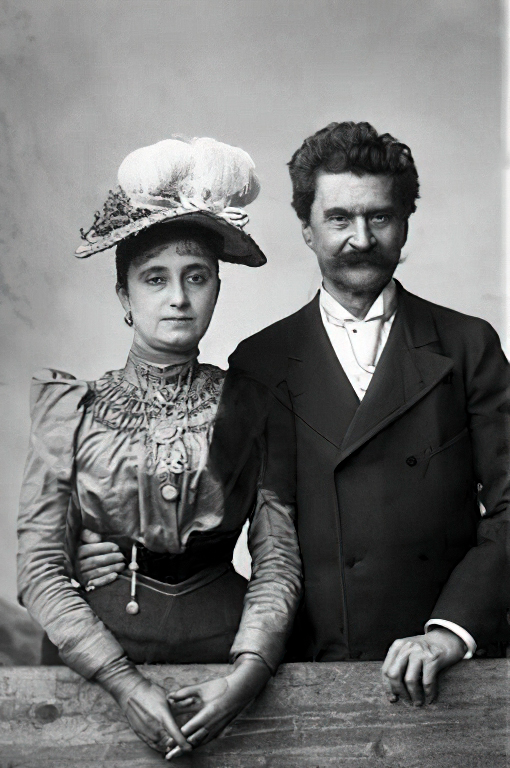
三番目の妻アデーレ

ある日、フェルディナント橋のたもとでアデーレ・ドイッチェに出会う。彼女はヨハンの幼馴染で、シュトラウスというヨハンと同姓の家に嫁いだが、夫に先立たれ未亡人となっていた。かつてヨハンがヘンリエッテと暮らしていた「鹿の館」で隣人同士でもあった。ヨハンはアデーレが少女だった頃から好意を寄せていたので、フェルディナント橋での再会後、ときおり贈り物をしたりして彼女に近づくようになり、ついにはその心を射止めた。アデーレは、別れた妻アンゲリカよりもさらに若い26歳だった。
しかし、アデーレとの結婚にはいくつか障壁があった。駆け落ちした妻アンゲリカは結局恋人に捨てられ、ヨハンとよりを戻そうとしていた。そのため、アンゲリカは正式な離婚になかなか応じようとしなかったのである。また、アデーレはプロテスタントでしかもユダヤ人であり、カトリックのヨハンが彼女とウィーンで結婚するのは面倒なことが多かった。ヨハンには離婚の前歴があるため、カトリックの教理によって再婚は無効と見なされたのである。
そこでヨハンは、オーストリア国籍を捨ててドイツ帝国内のザクセン＝コーブルク＝ゴータ公国に籍を移し、さらにプロテスタントに改宗した。この国籍変更には、ヨハンの熱心な信奉者であった公爵エルンスト2世の尽力があった。ヨハンとアデーレはただ国籍を移しただけで、その後もウィーンで暮らした。公国内に家を構え、税金も納めたが、それらはあくまでも結婚のための方便にすぎなかった。
アデーレは最初の妻ヘンリエッテのように献身的な女性であり、彼女との夫婦生活は幸福なものであった。アデーレはかつて隣人時代にヘンリエッテがどのようにヨハンを支えていたかを知っていたのである。また、子供のいないヨハンは、彼女の連れ子であるアリーチェを実の娘のように可愛がったという。なお、アリーチェは1896年にヨハンと親交のあった画家フランツ・フォン・バイロスと結婚している。

## 評価

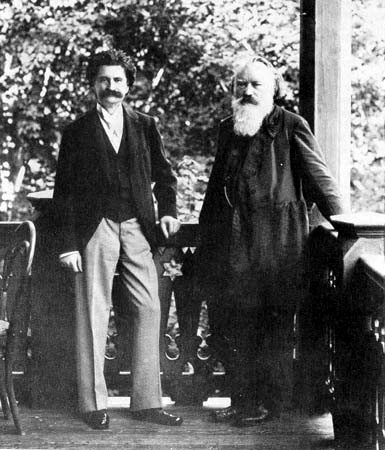
ブラームスと共に

同時代に活躍した大多数の音楽家たちは、ヨハン2世を当代で最も優れた作曲家であると認めていた。リヒャルト・シュトラウス（同姓だが血縁関係はない）は、ヨハン2世のことを「世界に歓びを分けあたえるべく天性の素質に恵まれている者のなかで、ヨハン・シュトラウスこそ、とりわけ私を惹きつけはなさぬ最高の人」と称賛しており、ヨハン2世を思い浮かべることなしに『ばらの騎士』のワルツを生み出すことはありえなかったと言っている。
また、当時ベートーヴェンの正統な後継者と称えられていたブラームスは「シュトラウスの音楽こそウィーンの血であり、ベートーヴェン、シューベルトの流れを直接受けた主流である」と言っている。ブラームスの支持は大きな影響があり、かつてヨハン2世の作品を「現代的すぎる」「ワルツのレクイエム」などと酷評していた音楽評論家エドゥアルト・ハンスリックは立場を変え、オペラ『騎士パズマン』の頃には「今日では彼が最も効果的なバレエを書くことができる唯一の作曲家である」などと称賛するほどになった。
その他、ワーグナーなども「自分にこのような軽い音楽を書けないのが残念だ」とヨハン2世のワルツの指揮をした後に語り、「彼はヨーロッパ音楽の最高峰の一つである。われわれの古典はモーツァルトからシュトラウスまで一筋に続いている」と評している。チャイコフスキーも彼の作品を愛したひとりで、バレエ音楽『くるみ割り人形』の「花のワルツ」は、ヨハン2世の様式に倣っている。また、若き日はウィーン宮廷歌劇場の総監督として名声高かったマーラーは、それまでオペレッタを上演することがなかった同歌劇場でオペレッタ『こうもり』を正式にレパートリーとしている（1897年）。
上記のように同時代の仲間から極めて高い評価を得ているにもかかわらず、ワルツやポルカといった作品はしばしば「低俗」と見なされ、今日においてそれらの作曲家であるヨハン2世のクラシック作曲家としての評価は一般的に高くない。1989年のニューイヤーコンサートにまつわるエピソードはその好例である。コンサートの録音終了後、ソニー・クラシカルはCD発売権を得るために指揮者カルロス・クライバーに50万マルクという高額を提示した。この時、ドイツ・グラモフォンの元社長は「たかがダンス音楽に？だったらベートーヴェンの作品のCDを一枚出すのにどんな額になる？」との思いを抱いたという。また、クラシック音楽についての大多数の書籍では、同姓のリヒャルト・シュトラウスについての記述のほうがはるかに多い。マゼール退任後はニューイヤーコンサートが輪番制となったため、今日では世界の指揮者の大部分がシュトラウス作品を多く手掛けるようになったが、それ以前は録音活動は活発でもウィンナワルツ集など1枚も手掛けていない指揮者の方が多数派であり、ましてシュトラウス作品を再三にわたって録音し続けた指揮者となると、マゼールより前の世代ではカラヤン、クラウスぐらいである。こうした流れからすると、ニューイヤーコンサート最後のレギュラー指揮者を引き受けたマゼールおよび、同世代のカルロス・クライバー、アーノンクールらのシュトラウスへの肩入れは、演奏界における大きな転回点になったともいえる（一方では往年のシュトルツ、ボスコフスキーのようなウィンナワルツのスペシャリストは、少なくともメジャーな存在としては姿を消した）。評論においては、処理の単純さ、革新性の乏しさを指摘する文が吉田秀和、宇野功芳、村田武雄らによって書かれており、業界外の文筆家としてはドナルド・キーンがシュトラウス嫌いを明言している。

## 逸話

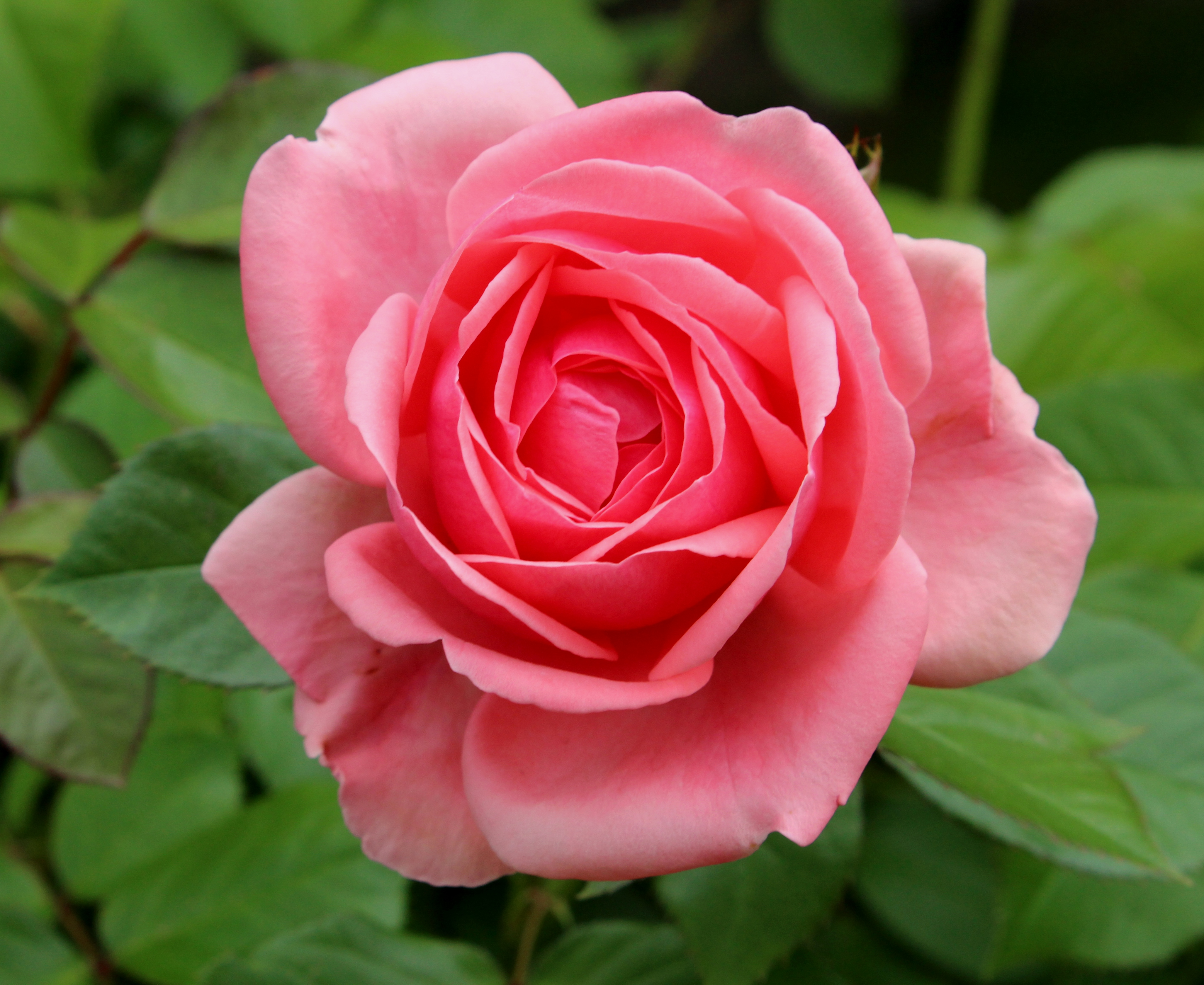
「ヨハン・シュトラウス」としてバラの品種名にもなっている

- 1849年に父ヨハン1世が亡くなった時に、父の愛人エミーリエ・トランプッシュがその遺体をそのままに、持ち運びできる荷物を全て持ったまま去ったため、ヨハン2世とアンナがその遺体を引き取らなければならなくなった。この際ヨハン2世はショックを受け、生涯にわたり死の恐怖におびえ続けた[85]。「死」という単語を目にしただけで狂乱状態に陥り[86]、父ヨハン、母アンナ、弟ヨーゼフ、妻ヘンリエッテいずれの葬儀にも出席しなかった[87]。
- 速い乗り物が苦手であり、鉄道を病的なまでに嫌っていた。列車に乗らざるをえないときには、すさまじい勢いで飛び去ってゆく外の風景が見えないように窓のカーテンを閉め、床にしゃがみ込んでシャンパンをあおりつづけたという[88]。鉄道嫌いのみならず、田舎や自然も大嫌いであった。自然の中へ出かけることに強い恐怖を抱いていた[89]。
- 荒天を好んだとされる。嵐の日には笑みを浮かべて外の風景を飽くことなく眺めていたという[90]。
- ヨハンの指揮はテンポやディナーミク（強弱法）の変化が少なく、指揮の腕前はけっして良いとは言えないものだった[91]。フランス人アルベール・ド・ラサールが、ヨハンの指揮を「生きたメトロノーム」と評しているほどである[91]。
- ヨハンを自宅に招いて自分のために作らせたワルツで踊る、というのが当時の貴族や富豪たちの間で流行したという[8]。とある金持ちの老婆の「私が死んだら、ヨハンの指揮でワルツを演奏してくださいよ」という遺言に応えて、ヴァイオリンを持って駆けつけたこともある[68][53]。
- ワルツを踊ることについてはさっぱりだめで、どのようなことがあっても決して踊ろうとしなかったという[54]。
- エミール・ワルトトイフェルが「フランスのヨハン・シュトラウス」、ハンス・クリスチャン・ロンビが「北国のヨハン・シュトラウス」と呼ばれたように、同時代において「ヨハン・シュトラウス」は才能あるワルツ作曲家の代名詞として扱われた。
- 薄毛なことで有名だった[92]。ヨハンのもとには彼の髪の毛を欲しがる多くの手紙が届いていたため、もしファンの要望に応えたならば瞬く間に禿頭になっただろうという笑い話がある[92]。彼の秘書は、ヨハンの愛犬である黒いプードルの毛を一掴みむしり取って郵送した[92]。アメリカ公演の際にも女性ファンたちにしつこく髪の毛をねだられ、例の秘書が愛犬の毛を刈り取って贈り、お引き取りを願ったという[47]。

## 経歴
- 1825年10月25日：ウィーンに生まれる
- 1832年：6歳の時、最初の作品『最初の楽想』（ワルツ、作品番号無し）を作曲する
- 1841年秋：ショッテン・ギムナジウム卒業
- 1844年10月15日午後6時：ホール「ドムマイヤー・カジノ」でデビュー演奏会
- 1846年6月23日：父ヨハン1世の家の前で、自身の楽団員数人を連れ演奏。表向きは関係を修復する。
- 1848年：ウィーン男声合唱協会と契約
- 1851年11月：ドイツへ演奏旅行
- 1852年11月：ドイツ・プラハへ演奏旅行
- 1854年4月：皇帝フランツ・ヨーゼフ1世とエリザベートとの婚礼祝典舞踏会で指揮
- 1856年夏：ロシアへ初の演奏旅行
- 1862年8月2日：ヘンリエッテ・チャルベツキー（通称イエッティ・トレフツ）と結婚
- 1863年：宮廷舞踏会監督就任（1872年まで）
- 1865年8月：パーブロフスクの駅舎コンサートでチャイコフスキーの『性格的な舞曲』を初演
- 1867年2月15日：『美しく青きドナウ』（合唱版）Op.314初演
- 1867年夏：パリ万国博覧会に出演
- 1867年6月10日：イギリスへ演奏旅行
- 1870年2月23日：母アンナ69歳で死去。（ウィーン中央墓地へ埋葬。当日のウィーンの舞踏会はすべて中止）
- 1871年2月10日：シュトラウス初の喜歌劇『インディゴと40人の盗賊』を初演
- 1872年6月1日：ブレーマーハーフェンよりアメリカへの演奏旅行に旅立つ
- 1872年6月15日：ニューヨークへ到着（13日とも）
- 1872年6月17日：世界平和記念祭コンサートに出演
- 1872年7月13日：アメリカより帰途に就く
- 1872年夏：バーデン＝バーデンにてハンス・フォン・ビューロー、リヒャルト・ジュネと知り合う。

プロイセン王ヴィルヘルム1世より「赤鷲」の勲章を賜わる。
- 1874年4月5日：喜歌劇『こうもり』初演
- 1892年1月1日：宮廷歌劇場にてはじめて彼の作品（オペラ『騎士パスマン』）が上演された
- 1899年5月22日：宮廷歌劇場で自作の喜歌劇『こうもり』序曲を指揮（ヨハン・シュトラウス2世最後の指揮）
- 1899年6月3日：肺炎により亡くなる（葬儀は同年6月6日）

## 作品

### ワルツ
いわゆる「十大ワルツ」は太字で表記。（諸説あり、資料によって若干の入れ替わりはある）
- 記念の詩（Sinngedichte）op.1
- 愛の歌（Liebeslieder）op.114
- 加速度円舞曲（Accelerationen）op.234
- 朝の新聞（Morgenblätter）op.279
- ウィーンのボンボン（Wiener Bonbons）op.307
- 美しく青きドナウ（An der schönen, blauen Donau）op.314
- 芸術家の生活（Künstlerleben）op.316
- ウィーンの森の物語（G'schichten aus dem Wienerwald）op.325
- 酒、女、歌（Wein, Weib und Gesang）op.333
- 人生を楽しめ（Freuet euch des Lebens）op.340
- 千夜一夜物語（Tausend und eine Nacht）op.346
- ウィーン気質（Wiener Blut）op.354
- わが家で（Bei uns z'Haus）op.361
- レモンの花咲くところ（Wo die Zitronen blüh'n）op.364
- カリオストロ・ワルツ（Cagliostro-Walzer）op.370
- おお、美しき５月よ！（O schöner Mai!）op.375
- 南国のバラ（Rosen aus dem Süden）op.388
- 北海の絵（Nordseebilder）op.390
- 春の声（Frühlingsstimmen）op.410
- 入り江のワルツ（Lagunen-Walzer）op.411
- 宝のワルツ（Schatz-Walzer）op.418
- ドナウの乙女（Donauweibchen）op.427
- 皇帝円舞曲（Kaiserwalzer）op.437
- もろびと手をとり（Seid umschlungen,Millionen）op.443

### ポルカ
- 爆発ポルカ（Explosions-Polka）op.43
- 冗談ポルカ（Scherz-Polka）op.72
- 電磁気ポルカ（Elektro-magnetische Polka）op.110
- アンネン・ポルカ（Annen-Polka）op.117
- 小さなもの（Etwas Kleines）op.190
- 無邪気な子供（L'Enfantillage）op.202
- シャンペン・ポルカ（Champagner-Polka）op.211
- トリッチ・トラッチ・ポルカ（Tritsch-Tratsch-Polka）op.214
- 狂乱のポルカ（Furioso-Polka）op.260
- 取りこわしポルカ（Demolirer-Polka） op.269
- 観光列車（Vergnügungszug）op.281
- ネヴァ川ポルカ(Newa-polka) op.288
- 帝都はひとつ、ウィーンはひとつ（S'gibt nur a Kaiserstadt, s'gibt nur a Wien）op.291
- 浮気心（Leichtes Blut）op.319
- ハンガリー万歳!（Éljen a Magyár!）op.332
- クラップフェンの森で（Im Krapfenwald'l）op.336
- 突進!（Im Sturmschritt!）op.348
- インドの舞姫（Die Bajadere）op.351
- チック・タック・ポルカ（Tik-Tak-Polka）op.365
- 狩り（Auf der Jagd）op.373
- 新ピチカートポルカ（Neue Pizzicato-Polka）op.449
- ピツィカート・ポルカ（Pizzicato-Polka）
  - ヨーゼフ・シュトラウスとの合作

### ポルカ・マズルカ
- 女性賛美（Lob der Frauen）op.315
- 町と田舎（Stadt und Land）op.322
- 心と魂（Ein Herz,ein Sinn）op.323
- 蜃気楼（Fata Morgana）op.330

### ポルカ・シュネル
- 別に怖くはありませんわ（So ängstlich sind wir nicht!）op.413
- 雷鳴と稲妻（Unter Donner und Blitz）op.324
- 突進（Im Sturmschritt）op.348

### カドリーユ
- デビュー・カドリーユ（Debut-Quadrille）op.2
- オルフェウス・カドリーユ（Orpheus-Quadrille）op.236

### 行進曲
- 皇帝フランツ・ヨーゼフ1世救命祝賀行進曲（Kaiser Franz Joseph I, Rettungs-Jubel-Marsch）op.126
- ナポレオン行進曲（Napoleon-Marsch）op.156
- ペルシャ行進曲（Persischer Marsch）op.289
- エジプト行進曲（Ägyptischer Marsch）op.335
- ロシア行進曲（Russischer Marsch）op. 426
- スペイン行進曲（Spanischer Marsch）op.433
- 乾杯!（Zivio!）op.456

### バレエ
- 灰かぶり姫（Aschenbrödel）
  - 3幕のバレエ。第1幕のみ完成。第2幕、第3幕はスケッチがある。後にヨーゼフ・バイヤーが加筆。

### オペレッタ
- インディゴと40人の盗賊（Indigo und die vierzig Räuber / Tausend und eine Nacht）
  - 千夜一夜物語とも。3幕。1871年初演。
- ローマの謝肉祭（ドイツ語版）（Der Karneval in Rom）
  - 3幕。1873年初演。
- こうもり（Die Fledermaus）
  - ウィンナオペレッタの代表的な作品。1874年初演。3幕。
- ウィーンのカリオストロ（Cagliostro in Wien）
  - 3幕。1875年初演。
- メトゥザレム王子（Prinz Methusalem）
  - 3幕。1877年初演。
- 鬼ごっこ（Blindekuh）
  - 3幕。1878年初演。
- 女王のレースのハンカチーフ（Das Spitzentuch der Königin）
  - 3幕。1880年初演。
- 愉快な戦争（Der lustige Krieg）
  - 3幕。1881年初演。
- ヴェネツィアの一夜（Eine Nacht in Venedig）
  - 3幕。1883年初演。
- ジプシー男爵（Der Zigeunerbaron）
  - 3幕。1885年初演。
- ジンプリチウス（英語版）（Simplicius）
  - 3幕。1887年初演。
- ニネッタ侯爵夫人（Fürstin Ninetta）
  - 3幕。1893年初演。「ニネッタ公妃」と訳すことも。
- ヤーブカ（Jabuka, oder Das Apfelfest）
  - 「りんご祭」とも。3幕。1894年初演。
- くるまば草（Waldmeister）
  - 3幕。1895年初演。
- 理性の女神（Die Göttin der Vernunft）
  - 3幕。1897年初演。
- ウィーン気質（Wiener Blut）
  - 3幕。1899年初演。これは、最初から既成の舞踏曲を使う企画として進められ、途中でシュトラウスが亡くなったため友人のアドルフ・ミュラー2世が仕上げたもの。

### オペラ
- 騎士パズマン（Ritter Pásmán）
  - 3幕。1892年初演。

### その他
- 常動曲（Perpetuum mobile）op.257

## 映画
- 『ウィンナー・ワルツ』（1933年のイギリス映画、アルフレッド・ヒッチコック監督作品。原題：Waltzes from Vienna)
- 『グレート・ワルツ』 ジュリアン・デュヴィヴィエ監督により1938年に製作された若き日のシュトラウスを主人公とする映画。父親が有名な音楽家であったことのカットに始まって、「ヨハン・シュトラウスという名前の19世紀ウィーンのワルツ作曲家」という点のみを借用した自由な創作（音楽はおおむねシュトラウス作品が使用されているが、これも代表曲がほとんどデビュー数年で作られる構成になっている）で、その点は冒頭のタイトルでも宣言される。英語版。
- 『ウィーンの森の物語』（1963年のアメリカ映画[注 1]、スティーヴ・プレヴィン監督作品。原題：The Waltz King）
- 『ヨハン・シュトラウス／白樺のワルツ』（1971年のソ連映画、ヤン・フリード監督作品。ロシア語ページ）
- 『美しく青きドナウ』（1972年のアメリカ映画、アンドリュー・L・ストーン監督作品）
- Die Strauß-Dynastie （1991年にオーストリアで製作されたテレビドラマ。全6部。海外版のDVDが出ている）
- 映画音楽での使用としては、スタンリー・キューブリック監督の『2001年宇宙の旅』での宇宙飛行場面における『美しく青きドナウ』が高名である。同曲は日本映画『下妻物語』(中島哲也監督2004年)の女暴走族の乱闘場面にも用いられており、いずれも原曲のイメージ（ドナウ川を讃える舞踏会音楽）から大きく飛躍した使用となっている。また、ほぼシュトラウス作品で音楽を固めた日本映画として1988年東陽一監督によるソフトポルノ『うれしはずかし物語』があり、『こうもり』にやや似た物語となっている。

## 舞台
- 『こうもり …こうもり博士の愉快な復讐劇…』（2016年の宝塚歌劇団星組公演、作・演出：谷正純、主演：北翔海莉、妃海風）